# ۱۸ هیت برتر (آلبوم مایکل جکسون و جکسون فایو)
۱۸ هیت برتر (انگلیسی: 18 Greatest Hits) آلبومی آلبوم گردآوری‌شده از هنرمند اهل ایالات متحده آمریکا مایکل جکسون و اعتباراتش در جکسون فایو است. آلبوم تنها در انگلستان منتشر شد و با گذراندن سه هفته، به دومین رتبه یک جکسون در جدول آلبوم‌های بریتانیا (پس از تریلر) شد.

## فهرست قطعه‌ها
1. «روزی در زندگی تو»
2. «نگاه از پشت پنجره»
3. «باید آنجا باشم»
4. «دکتر چشم‌هایم»
5. «بن»
6. «ای‌بی‌سی»
7. «ما آنجا هستیم»
8. «اسکای رایتر»
9. «راکین رابین»
10. «خوشحال»
11. «آفتابی نیست»
12. «آنجا خواهم بود»
13. «می‌خواهم برگردی»
14. «عشقی که تو نجات دادی»
15. «ما یک کار خوب داریم»
16. «مروارید مامان»
17. «هرگز نمی‌توان خداحافظی کرد»
18. «روز هله لویا»

## جدول‌ها و گواهی‌نامه‌ها
| جدول (۱۹۸۳)                           | اوج موقعیت |
| ------------------------------------- | ---------- |
| آلبوم‌های بریتانیا (شرکت جدول‌های رسمی) | ۱          |

| منطقه                             | گواهی  | واحد گواهی‌شده/فروش |
| --------------------------------- | ------ | ------------------ |
| بریتانیا (بی‌پی‌آی)                 | پلاتین | ۳۰۰٬۰۰۰^           |
| ^ رقم توزیع تنها بر پایهٔ گواهی‌ها. |        |                    |